# Guo Moruo
Guo Moruo (ur. 16 listopada 1892, zm. 12 czerwca 1978) – chiński pisarz, poeta, dramaturg, historyk, archeolog, lekarz i tłumacz.
Urodził się w Shawan (obecnie część Leshan) w prowincji Syczuan. W 1914 roku wyjechał do Japonii, gdzie ukończył medycynę na uniwersytecie w Fukuoce; do Chin powrócił w 1923 roku. Zadebiutował w 1921 zbiorem wierszy Bogini (女神, nǚshén). W swoich opowiadaniach i powieściach, często o charakterze autobiograficznym, podejmował tematykę społeczną. W 1927 roku wstąpił do Komunistycznej Partii Chin. W tym samym roku z powodu rozpoczętych przez Kuomintang prześladowań działaczy komunistycznych uciekł za granicę. Podczas 10-letniego pobytu na emigracji pisał prace naukowe poświęcone filologii i historii starożytnych Chin. Był pierwszym uczonym, który odczytał napisy na kościach wróżebnych oraz napisy na brązach, będące najstarszymi zabytkami pisma chińskiego. W czasie wojny chińsko-japońskiej opublikował dwa tomy wierszy patriotycznych: Odgłosy wojny i Cykady. Tworzył także dramaty, z których najbardziej znanymi są Znak tygrysa i Qu Yuan.
Od 1949 roku aż do śmierci był przewodniczącym Chińskiej Akademii Nauk. Był także członkiem Polskiej Akademii Nauk.
W 1951 roku został laureatem Międzynarodowej Stalinowskiej Nagrody Pokoju. Po rozpoczęciu rewolucji kulturalnej w 1966 roku jako jeden z pierwszych intelektualistów został poddany krytyce, a jego prace potępiono i zabroniono ich publikacji. Po dojściu do władzy Deng Xiaopinga zrehabilitowany.